# Le Sauze (station)
Pour les articles homonymes, voir Le Sauze.
Le Sauze est une station de sports d'hiver, située dans la vallée de l'Ubaye, dans le massif des Alpes (Alpes-de-Haute-Provence).

## Géographie
Le Sauze est une station de ski des Alpes-de-Haute-Provence, dans la Vallée de l'Ubaye.
La station-village se trouve à 4 km de Barcelonnette par la route départementale 209. Elle est divisée en deux : le Sauze proprement dit à 1 400 m d'altitude et le Super Sauze à 1 700 m.
L'ensemble de la station et des pistes s'échelonnent entre 1 400 et 2 400 mètres d'altitude. On y trouve 23 remontées mécaniques et 65 km de pistes.
La station comprend 39 pistes, 23 remontées mécaniques, un snowpark, deux boarder cross, un kid park, et un stade permanent d'entraînement.
- La principale piste étant celle du « Brec » entièrement remaniée en 2007 afin d'accueillir un stade de slalom, elle se trouve sur le front de neige du Super-Sauze. Elle a notamment vu évoluer Carole Merle qui deviendra la meilleure skieuse française de l'histoire.

## Lieux remarquables
- Le chapeau de gendarme (2 682 m), on y accède depuis le Super-Sauze via un sentier, du haut de cette montagne, la vue sur la vallée de l'Ubaye et sur celle du Bachelard est magnifique.
- Glissement de terrain

## Histoire
La station a été fondée en 1934 par Honoré Couttolenc, agriculteur et visionnaire, (1907-1995)[réf. souhaitée], par l'implantation d'un premier remonte-pente au Sauze. La station est née de la transformation d'une ancienne ferme. La clientèle était essentiellement locale puisque « seuls les sportifs de Barcelonnette montaient ». La station connaît un succès dès sa création du fait de la présence d'une agglomération proche.
Face à ce succès, la station inférieure ne suffit plus et malgré la concurrence de Pra-Loup, le Sauze doit s'étendre vers une station supérieure, Super-Sauze.
En 1959-1960, la station enregistrait 180 000 remontées au Sauze, avec une population de séjour de 750 personnes.
Cette petite station a conservé une exploitation privée jusqu'en 2013, c'était d'ailleurs l'une des dernières stations privées françaises, elle est gérée en régie depuis l'hiver 2013. 
Un boarder cross existe sur  le domaine de « Grand quartier » et un big air sur « la savonnette » donnant lieu à des démonstrations nocturnes de saut freestyle pendant les vacances.
Un nouveau boarder cross a été créé sur le domaine de  « l'Alp » et le snowpark, anciennement situé sur le domaine de « Grand quartier » a été déplacé sur ce domaine.
L'été, la station vit autour de quelques animations telles que le VTT, de nombreuses randonnées sont également possibles. La station dispose également d'une piscine couverte ouverte toute l'année.

## Personnages liés
- Wadeck Gorak : 5e Mondial au Championnat du Freeride World Tour
- Carole Merle : originaire du Sauze, skieuse plusieurs fois championne du monde.
- Christine Rossi : médaillée d'or à l'acroski aux jeux olympiques de 1988.
- Honoré Couttolenc : Fondateur de la station
- Famille Couttolenc : créatrice de la station.